# Mohamed Djemaï
Pour les articles homonymes, voir Djemaï.
Mohamed Djemaï (en arabe : محمد جميعي), né en 1969-1970 dans la wilaya de Tébessa, est un homme d'affaires et homme politique algérien. 
Il est le secrétaire général du Front de libération nationale (FLN) en 2019, député de wilaya de Tébessa depuis 2002. 
Arrêté dans le contexte des manifestations de 2019 en Algérie, le 19 septembre, il démissionne de la tête du FLN.

## Biographie
Homme d'affaires originaire de Tébessa, Djemai est titulaire d'une licence en gestion et d'un diplôme d'études supérieures (spécialité diplomatie).
Djemai a été élu plusieurs fois député à l'Assemblée populaire nationale (APN) pour la wilaya de Tébessa depuis 2002. Il a occupé le poste de vice-président de l'APN à trois reprises et a été également président du groupe parlementaire du FLN à l'APN à partir de 2017.
Le 29 avril 2019, Mohamed Djemai est élu secrétaire général du FLN par les membres du Comité central par 223 voix face à Djamel Benhamouda (126), Saïd Bouhadja (35) et Mustapha Maazouzi (18). Le nombre de votants est de 418. Il succède à Djamel Ould Abbes à la tête du FLN.

### Arrestation et condamnation
Le 19 septembre 2019, dans le contexte des manifestations de 2019 en Algérie, Mohamed Djemaï — qui a renoncé à son immunité parlementaire — a été placé en détention provisoire, en compagnie de son épouse, à la prison d'El-Harrach (Alger) pour les besoins d'une enquête sur la destruction de documents officiels en relation avec des affaires de corruption. Il démissionne dans la foulée de ses fonctions.
Le 29 avril 2020, sa détention est prolongée de quatre mois. Il est condamné le 30 septembre 2020 à deux ans de prison, dont un an avec sursis, pour « participation à la destruction de documents de preuves officiels et humiliation d'un journaliste ». Lors du procès en appel, il est acquitté le 1er février 2021.